# Tigran Petrossian
|  | No s'ha de confondre amb Tigran L. Petrossian. |

Tigran Vartànovitx Petrossian (en armeni: Տիգրան Պետրոսյան, en rus: Тигран Вартанович Петросян); (Tiflis, 17 de juny de 1929 - Moscou, 13 d'agost de 1984), fou un jugador d'escacs soviètic, Campió del món entre 1963 i 1969. Era anomenat «Iron Tigran» (Tigre de ferro), a causa del seu estil de joc, que implicava una defensa impenetrable, prioritzant la seguretat defensiva per sobre de tot. Fou Candidat al Campionat del món en vuit ocasions (1953, 1956, 1959, 1962, 1971, 1974, 1977 i 1980). Va guanyar el Campionat del món el 1963 (contra Botvínnik), el va defensar amb èxit el 1966 (contra Spasski), i finalment el va perdre el 1969 (també contra Spasski). En definitiva, fou Campió del món o candidat a campió en deu cicles trianuals consecutius. Va guanyar el Campionat de l'URSS quatre cops (1959, 1961, 1969, i 1975). Fou també 3 cops Campió d'Armènia. Ha estat, probablement, el jugador més difícil de guanyar de la història dels escacs.
|  |

## Dels inicis al títol de Gran Mestre
Fill de pares armenis, Tigran Petrossian va néixer a Tiflis, actualment Geòrgia.
Zargarian, professor armeni d'escacs, en veure que el talent del jove Petrossian, va introduir-lo al món dels escacs, formant-lo sobre la marxa de les peces sobre el tauler i iniciant-lo d'aquesta forma a la disciplina on posteriorment esdevindria un mite.
Posteriorment, el jove Petrossian va entrar a formar part d'una organització de pioners, participant en la secció d'escacs. Va perfeccionar el seu joc estudiant els manuals d'Àaron Nímzovitch i més concretament, el seu llibre conegut com "El meu sistema", un clàssic dels escacs llargament editat i venut.
La influència de Nimzovitch sobre Petrossian apareix en les millors partides d'aquest, destacant la seva preferència pels cavalls i el virtuosisme en executar els seus moviments.
El 1942, el GM Flohr jugà unes simultànies a Tiflis i un dels seus adversaris, que en el futur esdevindria campió del món, va guanyar-lo clarament. En aquest sentit, no deixa de ser curiosa la similitud entre Petrossian i Botvínnik, qui a l'edat de 14 anys aconseguí batre Capablanca durant unes simultànies del cubà a Sant Petersburg, l'any 1925.
A partir de 1945, Petrossian se significa als campionats juvenils i oposant-se a Keres i Mikenas, demostrà ser posseïdor de la classe necessària per enfrontar-se a ells, arribant a les taules en els dos casos.
L'any 1946 es trasllada a Erevan, capital d'Armènia, on entra en contacte amb el mestre Henrik Kasparian, amb qui practica i aprèn el joc defensiu i sòlid que més endavant el definiria. Aquell mateix any, guanya el campionat d'Armènia, títol que repetiria (ex aequo amb Henrik Kasparian) els anys 1947 i 1948, i també guanya el campionat juvenil de l'URSS. El 1947 participa en les eliminatòries del campionat de l'URSS, on aconsegueix el primer lloc, cosa que li permet traslladar-se a Moscou per jugar les eliminatòries del XVI Campionat, amb un resultat discret.
Obté el títol de Mestre i es trasllada a Moscou, fet molt important per a la seva formació que li dona l'oportunitat de mantenir contacte permanent amb els millors jugadors del món. Per seguir progressant ha de començar a superar la seva manca de combativitat sobre el tauler.
Més endavant, superarà les eliminatòries del XVII Campionat de l'URSS, classificant-se en setzè lloc, posició meritòria vista l'afluència de Grans Mestres com Bronstein o Smislov. El 1951 guanya el Campionat de Moscou causant sensació per la facilitat amb la qual troba les millors jugades sense abandonar-se a grans reflexions. Aconsegueix destacar en la modalitat de partides ràpides (amb 5 minuts de reflexió per jugador), guanyant també el Campionat de Moscou en aquesta especialitat. Més endavant, quan comença a viatjar fora de les fronteres de l'URSS, aconsegueix fàcils victòries, incloent una victòria sobre l'argentí Najdorf, que es tenia pel jugador més fort en aquest camp.
Al XIX Campionat de l'URSS, tot i no iniciar-lo excessivament bé, aconsegueix un segon premi conjuntament amb Hèl·ler, a mig punt de Keres.

## Del títol de Gran Mestre al Campionat Mundial
El 1952 participa en el fort campionat de Budapest aconseguint el setè lloc, resultat modest que fou compensat amb un segon lloc a l'Interzonal de Saltsjöbaden, (el guanyador fou Aleksandr Kótov), posició que li obrí les portes al Torneig de Candidats de Zuric de 1953, on aconseguí el títol de Gran Mestre. D'aquesta època data la fama de ser un jugador molt difícil de guanyar i cada partida que perd produeix un efecte sensacional. No perd però segueix sense arriscar per guanyar.
Un cop assegurada la seva participació en el Torneig de Candidats de 1953, Petrossian comença a preparar la seva conquesta del títol mundial. Es classifica en cinquè lloc entre quinze participants, obtenint 15 punts dels 28 possibles. Tanmateix, cap de les seves victòries no va produir-se contra un dels set primers classificats, fet que aprofiten els seus crítics per acusar-lo de manca de combativitat.
El 1956 participà en el Torneig de Candidats d'Amsterdam, per determinar l'aspirant al títol al Campionat del món de 1957, on hi acabà en 5a posició.

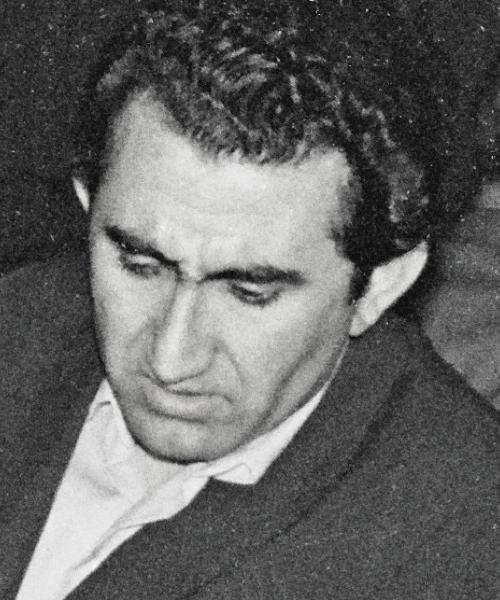
Petrossian (1961)

El 1959 fa un nou pas a la seva carrera aconseguint guanyar el XXVI Campionat de l'URSS i al setembre del mateix any, aconsegueix el tercer lloc al torneig de Candidats, jugat a Iugoslàvia, guanyat per Tal i amb Keres en segona posició. El gener de 1961 guanya el XXVIIIè Campionat de l'URSS, cosa que li assegura la participació en l'Interterritorial d'Estocolm del 1962, any a partir del qual Petrossian marca la seva empremta de la mateixa manera que ho feren Smislov entre 1953 i 1957 o Tal entre 1958 i 1960.
L'any 1963 arrenca el títol mundial de les mans de Botvínnik gràcies a un marge de cinc victòries, dues derrotes i quinze taules. Esdevindrà doncs, campió mundial i defensarà el seu títol en dues ocasions davant Borís Spasski, retenint-lo l'any 1966 i cedint-lo el 1969.
Va mantenir-se com a jugador de gran nivell fins al moment de la seva mort el 1984. Fou seleccionat en cinc ocasions per al torneig de Candidats (1971, 1974, 1977 i 1980), participant a 23 torneigs internacionals de primera categoria, guanyant-ne vuit i quedant segon en nou ocasions.
Petrossian va ser un amant de les posicions tancades i per aquest motiu va ser titllat de jugador avorrit, no esdevenint un campió mundial degudament apreciat pel gran públic, nogensmenys va consagrar la seva existència als escacs, va ser un home afable i obert, el seu estil de joc va ser molt posicional, el paradigma de la defensa, va ser un mestre en el sacrifici posicional de la qualitat i en sortia de posicions complicades a base d'un cop inesperat i defensiu que tornava la partida al seu favor. Pensava que era lícit aspirar a taules amb negres i a la victòria amb blanques, se'l considera el mestre de la moderna defensa, títol honorífic que comparteix amb el cubà José Raúl Capablanca a qui s'assemblava tot parlant escaquísticament, tot i que el joc d'aquest va ser molt més actiu.

## Anecdotari i altres fets destacats
- De l'època del XIX Campionat de l'URSS data la seva amistat amb Hèl·ler. Les seves anàlisis en comú els resultaran recíprocament profitoses.
- L'any 1954, visita Buenos Aires, on per sorpresa del mateix Petrossian, va ser rebut de manera molt càlida per la comunitat armènia de l'Argentina.
- Bobby Fischer va dir d'ell que "era capaç de detectar i allunyar el perill vint jugades abans que es produís".
- Se li atribueix un estil de joc anomenat "profilaxi", consistent en desenvolupaments profitosos que a la vegada eviten una situació còmode de l'adversari al tauler.
- Un sistema d'obertura porta el seu nom, la variant Petrossian de la defensa índia de rei (1. d4 Cf6 2. c4 g6 3. Cc3 Ag7 4. e4 d6 5. Cf3 O-O 6. Ae2 e5 7. d5).

## Honors i distincions
- Orde de l'Amistat dels Pobles
- Orde de la Insígnia d'Honor
- Medalla dels Treballadors Distingits
- Insígnia de Mestre Honorífic dels Esports de la Unió Soviètica